# Cathédrale Notre-Dame-de-Kazan d'Almaty
Cette  cathédrale ne doit pas être confondue avec une autre cathédrale d'Almaty.
 D’autres cathédrales portent le nom de cathédrale Notre-Dame-de-Kazan.
La cathédrale Notre-Dame de Kazan (en russe : Казанский собор) est une cathédrale orthodoxe russe  située à Almaty au Kazakhstan.
Elle est dédiée à Notre-Dame de Kazan.